# 维托里奥·埃马努埃莱大街 (米兰)
维托里奥·埃马努埃莱大街（Corso Vittorio Emanuele）是意大利米兰市中心的一条重要街道，连接主教座堂广场和圣巴比拉广场.
维托里奥·埃马努埃莱大街与商人广场和但丁街共同构成范围很大的步行购物区。  
国际米兰足球俱乐部的总部位于维托里奥·埃马努埃莱大街9号。